# 圣神小堂 (昂蒂布)
圣神小堂（Chapelle Saint-Esprit）是法国阿尔卑斯滨海省 昂蒂布的一个天主教小圣堂。

## 历史
根据发掘表明，该堂历史可追溯到5世纪。该堂位于原昂蒂布圣母主教座堂以北5.5米，主教在1244年由格拉斯迁此。
该小堂始建于1385年。1591年，它成为白衣忏悔者的第二个修院。第一个修院创立于1513年，为昂蒂布的圣贝尔纳丁小堂（Chapelle Saint-Bernardin d'Antibes）。
大门毁于1746年，1751年按巴洛克风格重建。
法国大革命期间，该堂关闭，被军队占领。1815年3月1日拿破仑一世在昂蒂布登陆建立百日皇朝，在此被士兵认出。
该堂于1945年10月16日列为法国历史古迹。1988年，教堂被改造成市议会大厅。